# 新村 (秋枫村)
新村是中国广东省广州市从化区的一个自然村。在太平镇东南面约12.6千米，属秋枫村管辖。清朝时建村。1998年时，全村人口121人。